# Sint-Jozefkapel (Heythuysen)
De Sint-Jozefkapel is een kapel in Heythuysen in de Nederlandse gemeente Leudal. De kapel staat aan de Vlasstraat in het dorp.
De kapel is gewijd aan de heilige Jozef van Nazareth.

## Geschiedenis
In 1945 werd de kapel door buurtvereniging St. Jozef direct na de Tweede Wereldoorlog gebouwd.
In 1995 plaatste men bij het 50-jarig bestaan een gedenkplaat op de wand.

## Gebouw
De open bakstenen kapel is een niskapel opgetrokken op een ongeveer rechthoekig plattegrond en gedekt door een plat dak. Aan de voorzijde en een stuk van de rechterkant is de kapel open.
In de kapel staat op een sokkel een expressionistisch houten beeld van de heilige Jozef.